# Kupwara (stad)
Kupwara is een stad en “notified area” in het Indiase unieterritorium Jammu en Kasjmir. Het is de hoofdplaats van het gelijknamige district Kupwara.

## Demografie
Volgens de Indiase volkstelling van 2001 wonen er 14.711 mensen in Kupwara, waarvan 61% mannelijk en 39% vrouwelijk is. De plaats heeft een alfabetiseringsgraad van 55%.